# テトラマスターFrom FINALFANTASY IX
『テトラマスターFrom FINALFANTASY IX』（テトラマスターフロムファイナルファンタジーナイン、TetraMaster From FINALFANTASY IX、略称: TM FFIX、TM FF9）は、『ファイナルファンタジーIX』に登場するカードゲーム「クアッドミスト」を元に、『ファイナルファンタジーXI』の同梱ソフトとして2002年5月16日にサービス開始されたスクウェア（現スクウェア・エニックス）のMOオンラインゲームである。単に『テトラマスター』とも称される。2010年12月31日をもってサービスを終了した。

## 概要
WindowsとPlayStation 2 (PS2) で遊べる、『FFIX』の世界観と「クアッドミスト」を発展させたプレイオンライン対応オンラインゲーム。それぞれ別ソフトに同梱されているため単品での購入は不可能、そしてソフトの本命である『FFXI』や『FMO』と同時プレイができない事もあり、会員IDがやや伸び悩んでいる。初期はFFIXの絵柄しかなかったが、イベント等の追加で『FFX』のキャラクターカードも増えた。

### 収録パッケージ
- 『ファイナルファンタジーXI』
- 『FFXIオールインパック2006』
- 『FRONT MISSION ONLINE』
- 『ソースネクスト はじめてのファイナルファンタジーXI』（Win版のみ）

PS2版はHDDが必須であるため、テトラマスター目的で購入するのは金銭的な負担が大きい。しかしWindows版ならば要求するマシンスペックがとても低いため、当ページを見られる環境のユーザーなら低価格のソースネクスト同梱版を購入することで本ソフトを気軽に体験できるチャンスがある。

## ゲーム概要
フリーコンテンツ
カード占いとクリエイターボイスが無料で楽しめる。スタッフロールもここで閲覧可能だが、Flashのようなブラウザを介すため非常に処理が重い。
サーバー・ロビー
MOなので最初に言語別サーバーを選択し、初心者や自由人向けのロビーを選べる。ロビーのテーブルではNPC対戦かフリー対戦が選択でき、フリー対戦の場合は希望者のテーブルにつくか自分がテーブルを開く必要がある。
ルール
基本的にルールは『FFIX』のクアッドミストと同じだが、3人対戦ができたり障害物やトラップの設定ができる。トラップカードは「?」表示になっているが、矢印をぶつけると消滅しトラップが発動する。トラップカードの内容は4つで「ガーネット」は自分の占有カードの強化、「死神」は自分の占有カードの弱体、「ブリ虫」は周りの8方のカードの色をランダムで変更、「エアロ」はカードの並び方を大きく乱れさせる。どれも発動は完全なランダムである。所有するカードや対戦結果でカードレベルや称号・ランキングスコアが算出される。対戦の待ち時間解消のため事前にデッキを10種類登録可能。
NPC対戦
1人でも対戦ができるモード。登場するNPCは『FFIX』ゆかりの脇役から、ジタンやクジャといったメインキャラまで参戦する。NPCによって使うカードの傾向がある程度固定されているので、カード収集にはある意味必須のモードとなる。使用してくるカードデッキはガーネットならジタン、スタイナーならベアトリクス、エーコはトランスエーコと、『FFIX』本編をプレイすれば予測が可能。対戦にはゲーム内通貨がかかる。キャラクター毎に「モットー」と呼ばれるポエムが存在するが、カード戦術のAIに特に関係はない。
オークション
自分のカードを出品したり、他のプレイヤーが出品したカードを落札できる。落札結果はプレイオンラインのメッセージ機能で送られる。
カードショップ
ゲーム内通貨でカードパックが購入可能。パックの内容はランダムで、極まれに「驚愕」が発生するとレアカードがでる。またランキング優勝者が使用したカードデッキが自動的に販売されるシステムなので、カード差による不平等が金で解消できるといえばできる。
ランキング
月末〆で順位の更新がされる。初心者ランキングやソートなど種類も豊富で、ここで会員数をある程度計測できる。
『FFXI』サーバーメンテナンス
正式なイベントというわけではないが、会員数が過疎化しているテトラマスターは接続者数0人という事も珍しくなく、『FFXI』のメンテナンス中のみユーザーが流れてきて賑わう事がある。